# Connecticut megyéinek listája

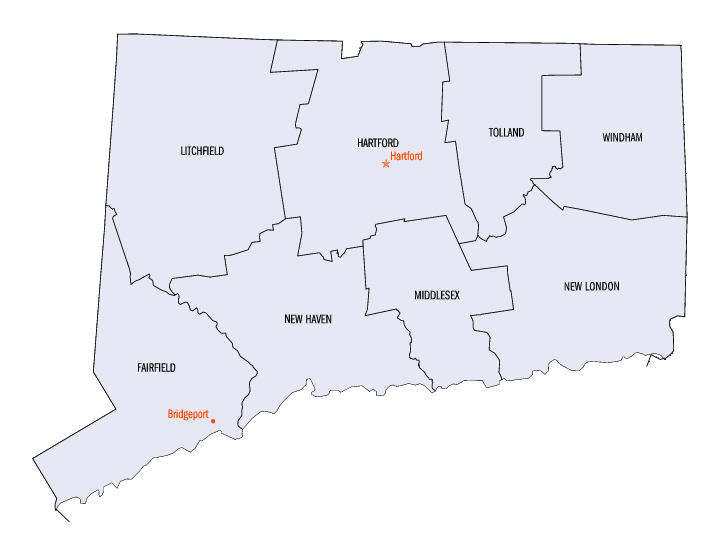
Connecticut megyéi

Az amerikai Connecticut államban nyolc megye található.

## A lista
| Név              | Főváros          | Alapítása | Névadó           | Terület (km²) | Helyjelölő térkép |
| ---------------- | ---------------- | --------- | ---------------- | ------------- | ----------------- |
| Fairfield megye  | Bridgeport       | 1666      |                  | 2168          |                   |
| Hartford megye   | Hartford         | 1666      | Hertfordshire    | 1944          |                   |
| Litchfield megye | Litchfield       | 1751      | Lichfield        | 2446          |                   |
| Middlesex megye  | Middletown       | 1785      | Middlesex        | 1137          |                   |
| New Haven megye  | New Haven        | 1666      | New Haven Colony | 2233          |                   |
| New London megye | New London       | 1666      | London           | 1999          |                   |
| Tolland megye    | No/unknown value | 1785      | Tolland          | 1080          |                   |
| Windham megye    | Windham          | 1726      | Wineham          | 521           |                   |